# 寶壽院 (津島市)
寶壽院（日語：ほうじゅいん）是位於日本愛知縣津島市的真言宗智山派佛寺，山號是牛頭山。

## 歴史
根據寺傳，在弘仁9年（818年）拜訪此地的空海（弘法大師）為了受傳染病蔓延之苦的人們，在津島牛頭天王社（現在的津島神社）旁邊，建設了奉祀祭拜藥師佛的建築為起源。至江戶時代，作為神宮寺的天王社在牆內設置了本地堂，玉牆西邊則分別建立了實相院、明星院、寶壽院，離神社較遠則建立了觀音坊。
明治時代，因為神佛分離而全面廢除了神宮寺，在1868年（明治元年）舊曆5月至7月在境內的本地堂和鐘樓、宝篋印塔被摧毀。此時，應寶壽院的住持宥三等社僧之請求，將本地堂的本尊和經文等等曾全部移至實相院，但因為實相院、明星院的社僧決定還俗，在同年8月，從本地堂移來的佛像和佛畫、寶器，加上實相院、明星院的佛像等都一起移置寶壽院。另外，這時候無人管理的觀音坊也轉移給寶壽院管理之下。宥三在此之後，進行神社和本地堂的再建，但重建工作並未實現。
此段神佛分離的經緯仍殘存紀載在〈神仏分離顛末記宥三日記〉，現在被指定為津島市文化財。

### 近代
1959年（昭和34年）的薇拉颱風造成了很大的損壞；1974年（昭和49年）地藏堂、1981年（昭和56年）的本堂重建。

## 寶壽院舊藏文化資產
- 舊寶壽院寶篋印塔（重要文化財）

有貞和三年（1347年）銘刻的石塔。在1967年變更了所有人，被移放在名古屋市内的個人邸宅内。之後，再移放至滋賀縣大津市坂本本町。
- 絹本著色佛涅槃圖（重要文化財）

1918年4月8日指定為重要文化財（當時的國寶），為寶壽院所有。現在則由奈良國立博物館收藏。

## 境内

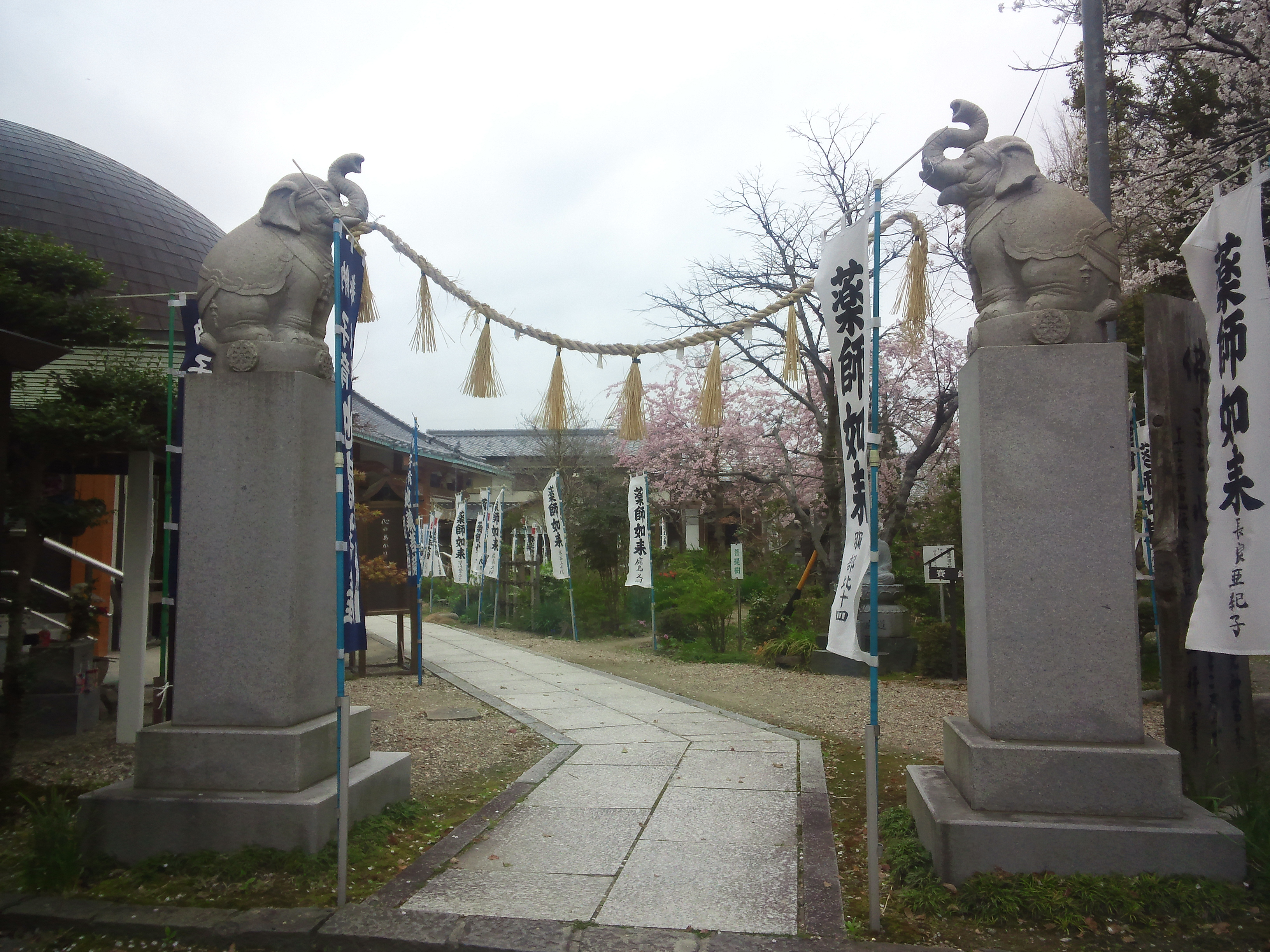
阿吽像（入口）
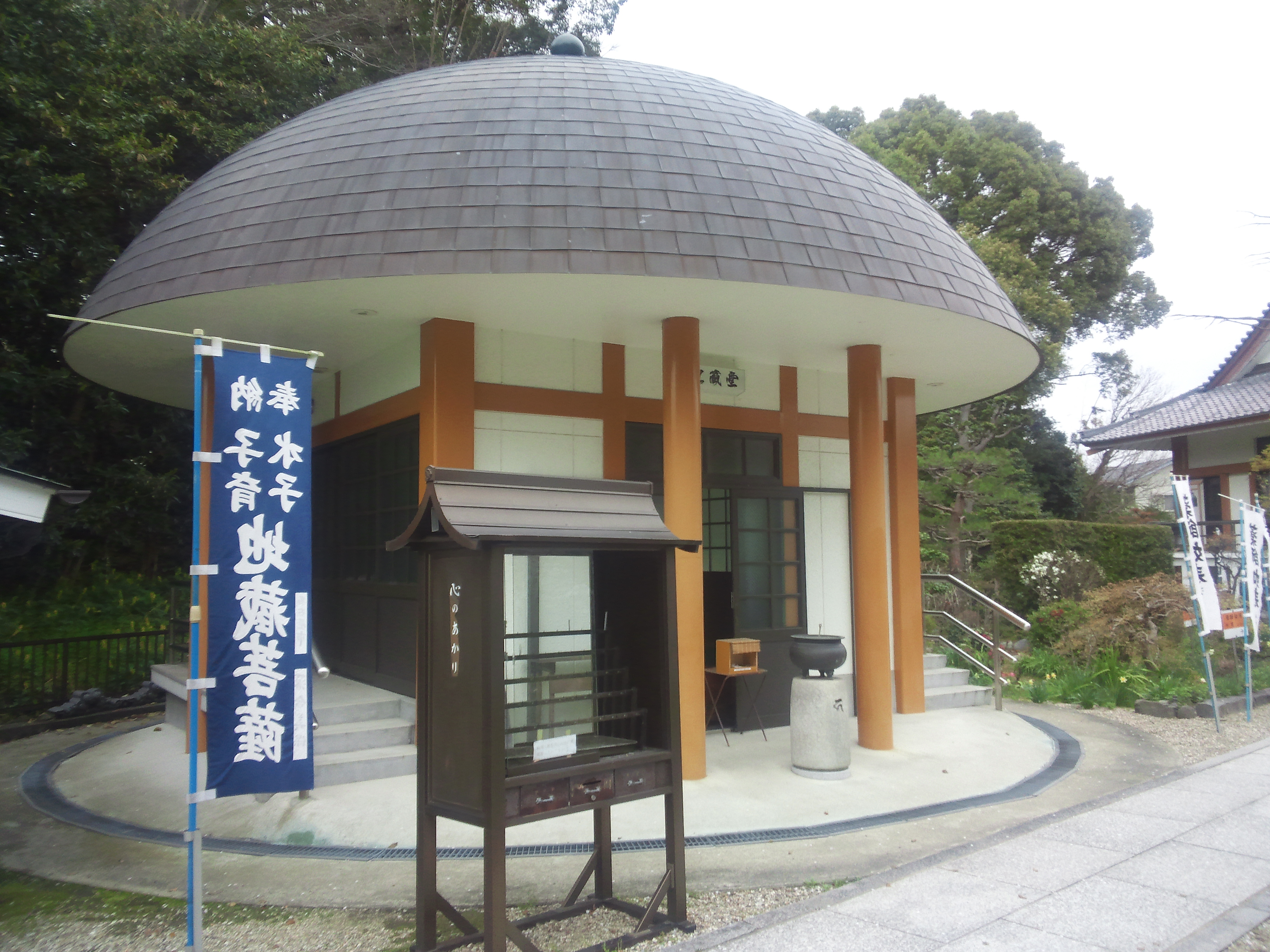
地藏堂
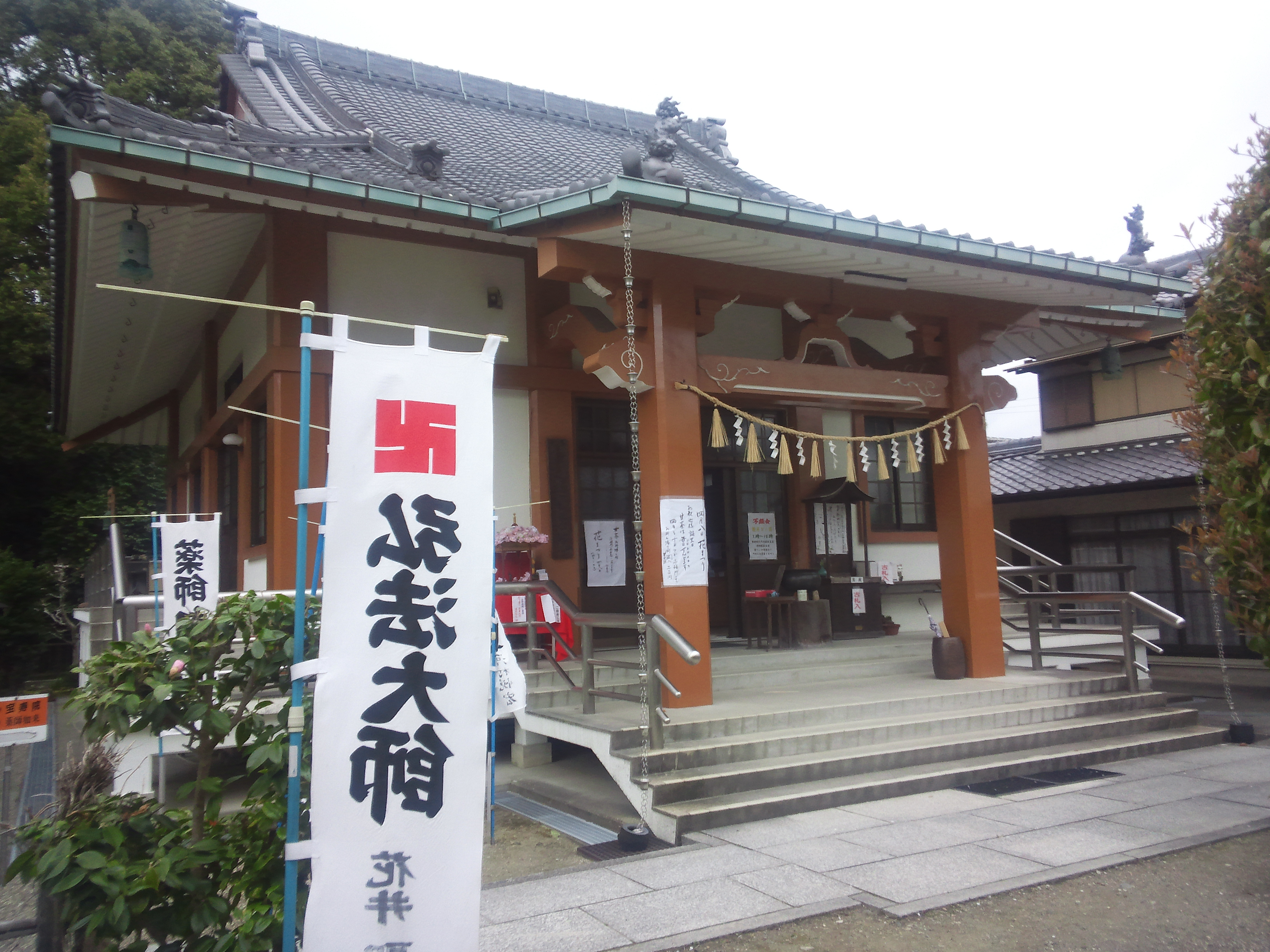
本堂
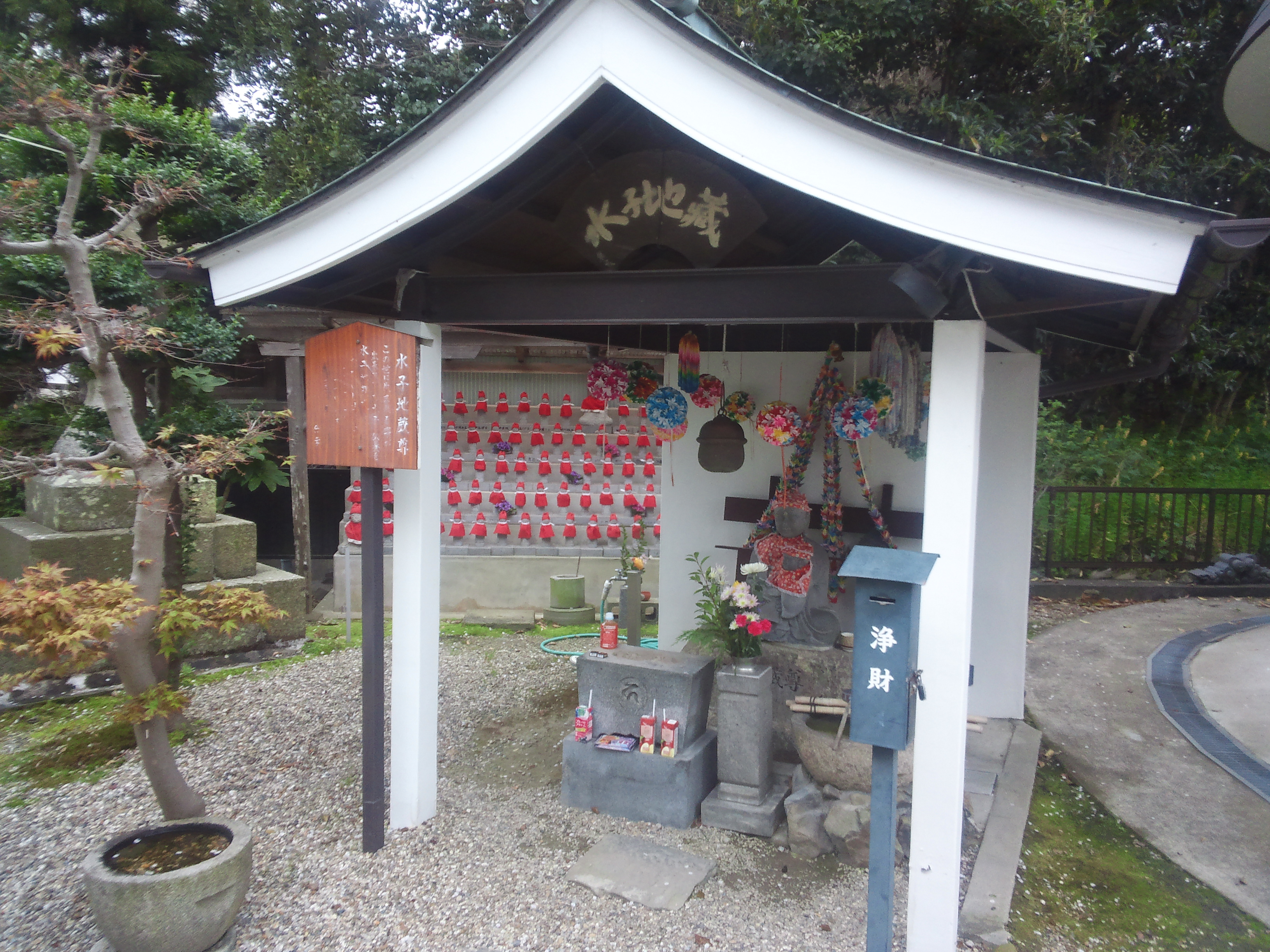
水子地藏尊
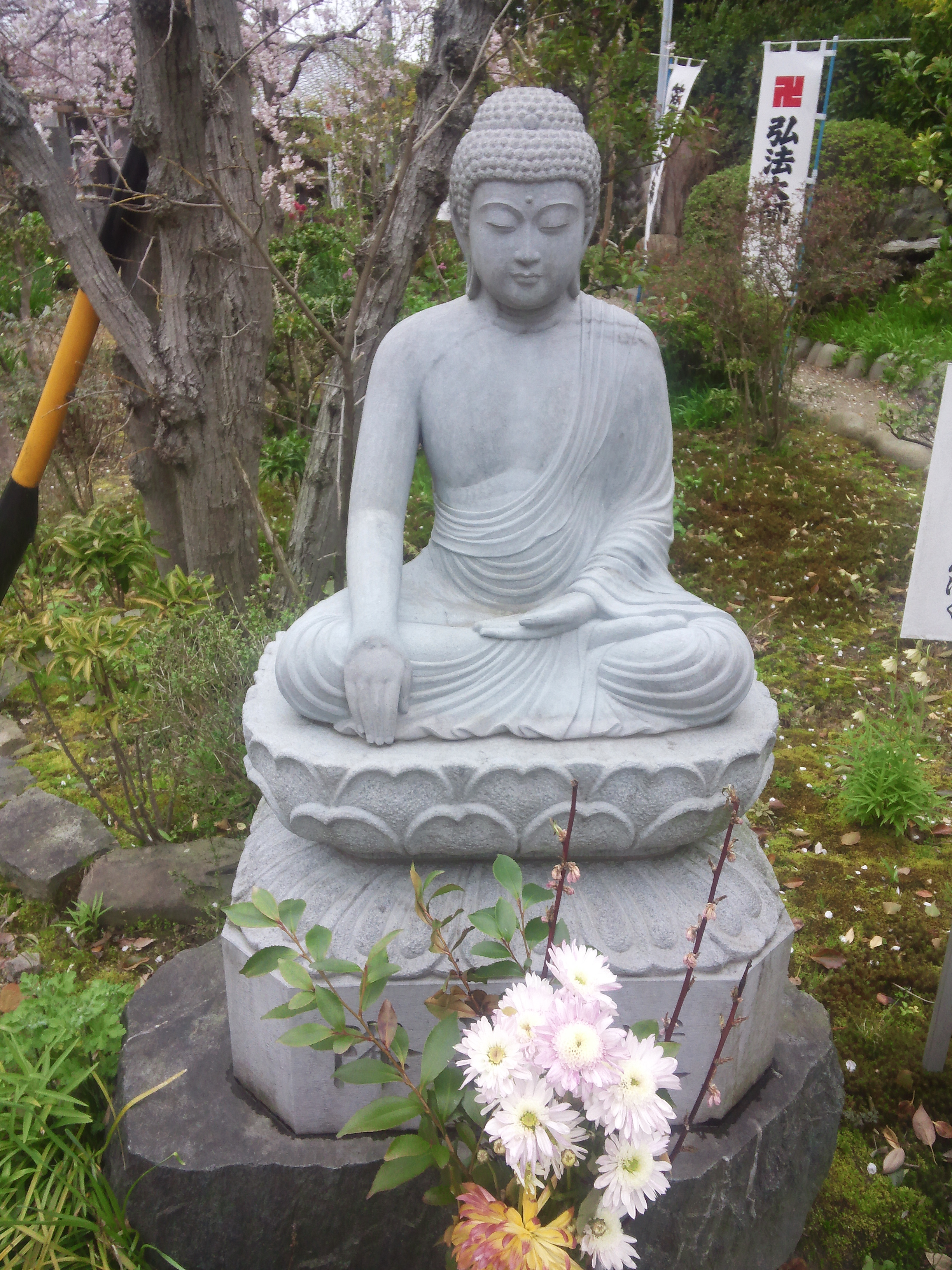
降魔成道的釋迦
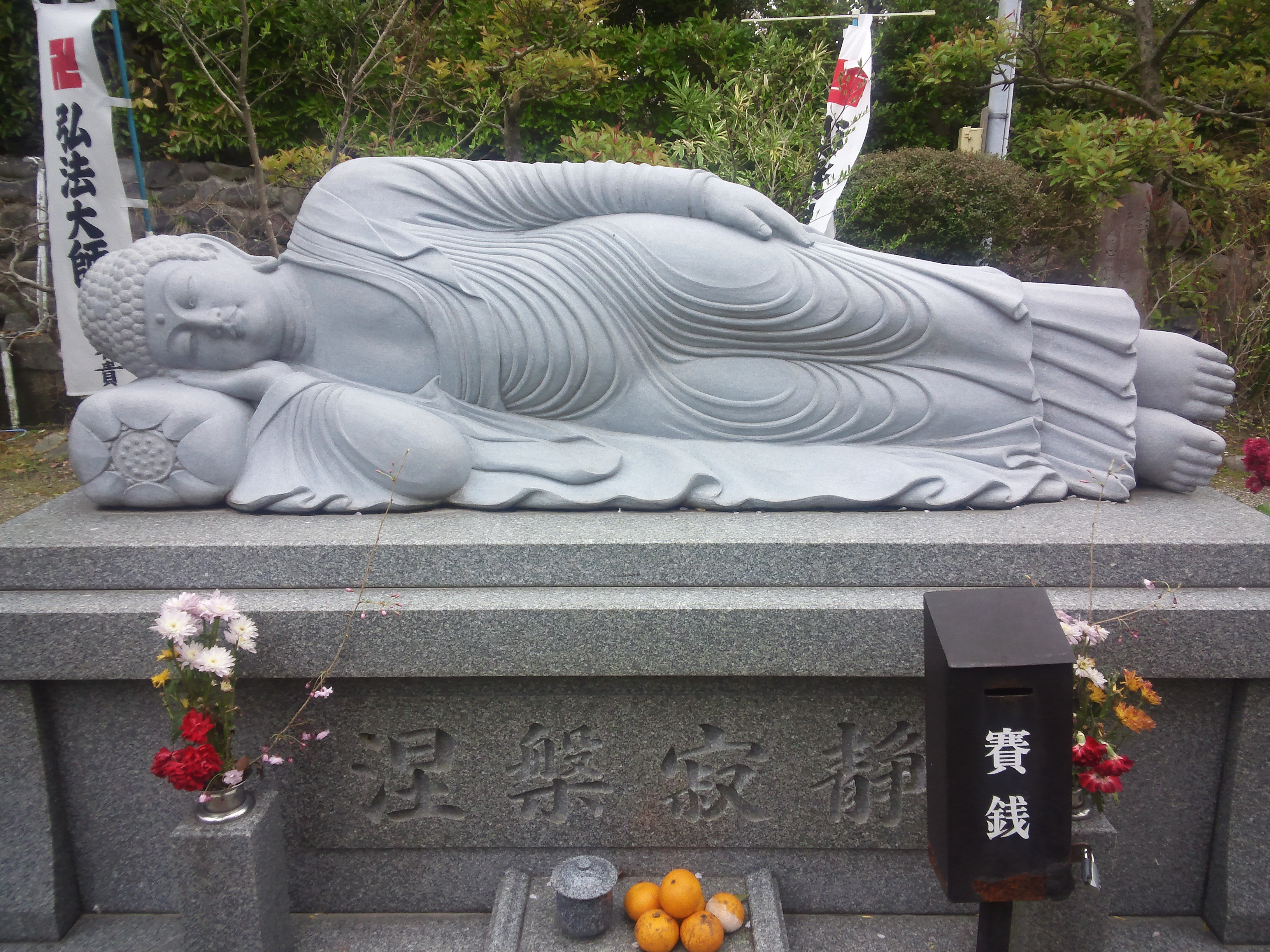
涅槃寂静像

## 註腳
1. ↑  . 宝寿院. 2008-01-10  [2012-12-18]. （原始内容存档于2009-11-21）.
2. ↑  . 津島入口網站. 2012-01-25  [2012-12-18]. （原始内容存档于2007-11-18）.
3. ↑  津島市史、pp.208
4. ↑  津島市史、pp.210-213
5. ↑  津島市史、pp.213-214
6. ↑  津島市史、pp.217
7. ↑  「重要文化財の所在地変更について」 （页面存档备份，存于）（滋賀県網站）
8. ↑  .   [2018-07-12]. （原始内容存档于2017-02-28）.
9. ↑  國立國會圖書館數位資料收藏
10. ↑  收藏品基本資料 （页面存档备份，存于）（奈良国立博物館網站）

## 外部連結
- 牛頭山宝寿院 （页面存档备份，存于）